# Municipio Sipe Sipe
Das Municipio Sipe Sipe ist ein Verwaltungsbezirk im Departamento Cochabamba im südamerikanischen Anden-Staat Bolivien.

## Lage im Nahraum
Das Municipio Sipe Sipe ist eines von fünf Municipios der Provinz Quillacollo. Es grenzt im Nordwesten an die Provinz Ayopaya, im Westen an die Provinz Tapacarí, im Südwesten an die Provinz Arque, im Osten an die Provinz Capinota, im Nordosten an das Municipio Quillacollo und im Norden an das Municipio Vinto.
Der zentrale Ort des Municipios ist Sipe Sipe mit 11.826 Einwohnern im nordöstlichen Teil des Municipios. (Volkszählung 2012)

## Geographie
Das Municipio Sipe Sipe liegt im Übergangsbereich zwischen der Anden-Gebirgskette der Cordillera Central und dem bolivianischen Tiefland.
Die mittlere Durchschnittstemperatur der Region liegt bei etwa 18 °C (siehe Klimadiagramm Cochabamba) und schwankt nur unwesentlich zwischen 14 °C im Juni/Juli und 20 °C im Oktober/November. Der Jahresniederschlag beträgt nur rund 450 mm, bei einer ausgeprägten Trockenzeit von Mai bis September mit Monatsniederschlägen unter 10 mm, und einer Feuchtezeit von Dezember bis Februar mit 90 bis 120 mm Monatsniederschlag.

## Bevölkerung
Die Einwohnerzahl ist zwischen 1992 und 2024 auf fast das Dreifache angestiegen:
| Jahr | Einwohner | Quelle       |
| ---- | --------- | ------------ |
| 1992 | 19.132    | Volkszählung |
| 2001 | 31.337    | Volkszählung |
| 2012 | 41.537    | Volkszählung |
| 2024 | 55.601    | Volkszählung |

Die Bevölkerungsdichte des Municipios bei der Volkszählung von 2024 betrug 111,65 Einwohner/km², der Anteil der städtischen Bevölkerung ist 34,3 Prozent.
Die Lebenserwartung der Neugeborenen lag im Jahr 2001 bei 60,9 Jahren.
Der Alphabetisierungsgrad bei den über 19-Jährigen beträgt 76,4 Prozent, und zwar 88,4 Prozent bei Männern und 65,6 Prozent bei Frauen (2001).

## Politik
Ergebnis der Regionalwahlen (concejales del municipio) vom 4. April 2010:
| Wahl- berechtigte |  | Wahl- beteiligung | gültige Stimmen |  | MAS-IPSP | TODOS  | MSM    | MNR   |
| ----------------- |  | ----------------- | --------------- |  | -------- | ------ | ------ | ----- |
| 20.839            |  | 18.082            | 13.055          |  | 8.069    | 2.689  | 2.083  | 214   |
|                   |  | 86,8 %            | 72,2 %          |  | 61,8 %   | 20,6 % | 16,0 % | 1,6 % |

Ergebnis der Regionalwahlen (elecciones de autoridades políticas) vom 7. März 2021:
| Wahl- berechtigte |  | Wahl- beteiligung | gültige Stimmen |  | MAS-IPSP | UNIDOS.CBBA | SÚMATE  | MTS    | SOMOS  | C-A    |
| ----------------- |  | ----------------- | --------------- |  | -------- | ----------- | ------- | ------ | ------ | ------ |
| 34.390            |  | 29.749            | 26.601          |  | 18.316   | 3.869       | 2.894   | 705    | 304    | 221    |
|                   |  | 86,50 %           | 89,42 %         |  | 68,85 %  | 14,54 %     | 10,88 % | 2,65 % | 1,14 % | 0,83 % |

## Gliederung
Das Municipio Sipe Sipe untergliederte sich bei der letzten Volkszählung von 2012 in die folgenden drei Kantone (cantones):
- 03-0902-01 Kanton Sipe Sipe – 50 Ortschaften – 22.752 Einwohner (2001: 16.554 Einwohner)
- 03-0902-02 Kanton Itapaya – 25 Ortschaften – 6.380 Einwohner (2001: 6.496 Einwohner)
- 03-0902-03 Kanton Mallco Rancho – 12 Ortschaften – 12.405 Einwohner (2001: 8.287 Einwohner)

## Ortschaften im Municipio Sipe Sipe
- Kanton Sipe Sipe
  - Sipe Sipe 11.826 Einw. – Suticollo 1015 Einw. – Valle Hermoso 638 Einw. – Sorata 607 Einw. – Sindicato Pirhuas 587 Einw. – Viloma Cala Cala 574 Einw. – Collpa Centro 548 Einw. – Sindicato Siqui Siquia 538 Einw.

- Kanton Itapaya
  - Parotani 2434 Einw. – Tajra 996 Einw. – Itapaya 744 Einw. – Pirque 484 Einw.

- Kanton Mallco Rancho
  - Mallco Rancho 1919 Einw. – Coachaca Chico 1782 Einw. – Mallco Chapi 1776 Einw. – Vinto Chico 1711 Einw. – Huañacahua 1598 Einw. – Sauce Rancho 1574 Einw. – Payacollo 1127 Einw.